# Opisthotropis guangxiensis
Espèce
Synonymes
- Opisthotropis yaoshanensis Huang & Zheng, 1978

Statut de conservation UICN

 NT  : Quasi menacé
Opisthotropis guangxiensis est une espèce de serpents de la famille des Natricidae. 

## Répartition
Cette espèce est endémique de République populaire de Chine. Elle se rencontre dans les provinces du Guangdong et du Guangxi.

## Description
C'est un serpent ovipare.

## Étymologie
Son nom d'espèce, composé de guangxi et du suffixe latin -ensis, « qui vit dans, qui habite », lui a été donné en référence au lieu de sa découverte, la province du Guangxi.

## Publication originale
- Zhao, Jiang & Huang, 1978 : Two new colubrid snakes from China. Ziran Zazhi, sér. 2, vol. 5, p. 313.